# ارلستاون
ارلستاون (به انگلیسی: Earlestown) یک شهرک در بریتانیا است که در کلان‌شهر مستقل سنت هلنز واقع شده‌است. ارلستاون ۱۰٬۸۳۰ نفر جمعیت دارد.